# Rak dojke
Rak dojke je najčešći zloćudni tumor kod žena. Retko se javlja pre dobi 19 godina života, a najčešći je između dobi 54 i 69 godina života. Ova bolest preti sve većem broju žena, a najveći uzrok je mala informisanost i neredovni pregledi. Od raka dojke mogu oboleti i muškarci, ali je rak dojke stotinu puta češće ženska nego muška bolest.
Dojka se sastoji od žlezdanog i potpornog tkiva. Žlezdano tkivo čine mlečne žlezde i mlečni kanali, a potporno čine masno i vezivno tkivo. Najveći broj karcinoma dojke javlja se u gornjem spoljašnjem kvadrantu i izdancima žlezdanog tkiva usmerenim prema aksili (pazušnoj jami). Zloćudni tumori dojke najčešće su epitelnog porekla. Mogu nastati iz epitela kanalića (90%) ili epitela režnjića (10%), a oba se dele na one koji nisu probili bazalnu membranu (neinfiltrirajući in situ) i na one koji su se probili (infiltrirajući). Znaci raka dojke obuhvataju izraslinu u dojci, promenu oblika dojke, udubljenje na koži, izlazak fluida iz bradavice, nedavno prepomerena bradavica ili crvena ljuskava mrlja na koži. Kod ljudi sa daljinskim širenjem bolesti, mogu se javiti bolovi u kostima, otečeni limfni čvorovi, kratkoća daha ili žutilo kože.
Faktori rizika za razvoj raka dojke obuhvataju: pripadnost ženskom polu, gojaznost, nedovoljnu fizička aktivnost, konzumaciju alkohola, zamensku hormonsku terapiju tokom menopauze, jonizacionu radijaciju, prvu menstruaciju u ranom uzrastu, višestruke porođaje ili odsustvo porođaja, starost, porodičnu istoriju, ali i pređašnji rak dojke. Oko 5 % — 10 % slučajeva uzrokovano je genetskim nasleđem osobe, uključujući mutacije BRCA1 i BRCA2 gena i dr. Rak dojke se najčešće razvija u ćelijama iz obloge mlečnih žlezda i režnjevima koji snabdevaju kanale mlekom. Kanceri koji se razvijaju iz kanala su poznati kao duktalni karcinomi, dok su oni koji se razvijaju iz režnjeva poznati kao lobularni karcinomi. Osim pomenutih, postoji još više od 18 drugih podtipova raka dojke. Neki kanceri, kao što je duktalni karcinom in situ, razvijaju se iz predraka. Dijagnoza raka dojke se potvrđuje uzimanjem biopsije iz izraštaja. Nakon uspostavljanja dijagnoze, vrše se dalji testovi da se utvrdi da li se kancer proširio izvan dojke i koji tretmani će najverovatnije da budu efikasni.
Balans koristi i štete od testiranja za rak dojke je kontroverzan. Godine 2013, Kokranov pregled je naveo da nije jasno da li od najvećeg dela mamografskog skrininga ima više koristi ili štete. Jedan pregled iz 2009. godine za Radnu grupu za preventivne usluge SAD formulisao je evidenciju za korisnost testa kod osoba sa 40 do 70 godina starosti, i ta organizacija preporučuje da se testiranje vrši svake dve godine kod žena 50 do 74 godine starosti. Lekovi tamoksifen ili raloksifen mogu se koristiti kao preventiva protiv raka dojke kod osoba koje imaju povišen rizik od njegovog razvoja. Preventivna mastektomija (operativno uklanjanje obe, ili jedne, dojke) još je jedna preventivna mera kod žena sa visokim rizikom obolenja. Kod ljudi koji su imali dijagnostifikovan kancer, mogu se koristiti neki od postojećih tretmana (uključujući operacije, radioterapiju, hemoterapiju, hormonalnu terapiju i ciljanu terapiju. Tipovi operacija su u opsegu od onih sa očuvanjem dojki, do mastektomije. Rekonstrukcija dojke se može vršiti istovremeno sa mastektomijom ili naknadno. Kod onih kod kojih se kancer raširio na druge delove tela, tretmani su prevashodno usmereni na poboljšanje kvaliteta života i komfor.
Ishod raka dojke zavisi od tipa raka, obima bolesti, kao i uzrasta osobe. Stope preživljavanja u razvijenom svetu su visoke, sa između 80% i 90% pacijenata u UK i SAD koji su živi bar još 5 godina. U državama u razvoju vrlo malo ljudi preživi bolest rak dojke. Širom sveta, rak dojke je vodeći tip raka kod žena; obuhvata 25% svih slučajeva raka (kancera). Godine 2012. je bilo 1,68 miliona novih (novozabilježenih) slučajeva i 522.000 smrtnih slučajeva. Rak dojke je zastupljeniji u razvijenim zemljama i više od sto puta češći kod žena nego kod muškaraca.

## Simptomi raka dojke
- Bezbolni čvor u dojci je glavni znak. Većina žena sama napipa čvor. Ponekad je čvor bolan na dodir ili praćen spontanim bolovima.
- Iscedak iz bradavice koji je najčešće sukrvav ili krvav, a ređe proziran ili zamućen
- Nedavno uvučena bradavica koja se ne može izvući. Kod nekih je žena bradavica prirodno uvučena, ali nije pričvršćena u tom položaju kao kod raka dojke i može se delomično izvući.
- Osip, rane na koži dojki i kraste na bradavici
- Ograničena uvučenost kože iznad tumora
- Koža dojke koja sliči kori od narandže
- Crvenilo, oteklina, toplina i bolna osetljivost tipični su znakovi upalnog oblika karcinoma dojke.
- Povećani limfni čvorovi u pazušnoj jami, bolovi u leđima ili „patološki” prelomi kostiju (prelomi koji nastaju usled minimalnog opterećenja kosti) koji nastaju zbog presadnica (metastaza) kod nekih žena mogu biti prvi znakovi raka dojke.

## Dijagnostika
Za dijagnostikovanje raka dojke potrebne su sledeće pretrage:
- pregled i pipanje promena na dojci, u pazušnoj jami, području iznad ključne kosti, trbuhu, pregled jetre i osetljivost kičme na bol i lagani udarac (sukusija)
- mamografija i eventualno galaktografija (snimanje izvodnih kanala dojke)
- punkcija (probadanje iglom i izvlačenje uzorka ćelija) čvora na dojci i operacijska biopsija (uzimanje komada tkiva za analizu)
- krvna slika i količina enzima alkalne fosfataze (ovaj je enzim povećan u stanjima pojačane razgradnje kosti, a upravo se to događa kad se presadnice raka dojke nalaze u kostima)
- rentgenski snimak pluća i kostura
- scintigrafija (snimanje pomoću rastvora izotopa) jetre i kosti koja služi za otkrivanje presadnica

## Histološka klasifikacija
Tumore dojke je Svetska zdravstvena organizacija (WHO) histološki klasifikovala na sledeći način:
- Epitelni tumori
  - Benigni
    - Intraduktalni papilom dojke
    - Adenom bradavice
    - Adenom dojke

  - Maligni
    - Neinvazivni maligni tumori dojke
      - Intraduktalni karcinom dojke
      - Lobularni karcinom dojke in situ

    - Invazivni maligni tumori dojke
      - Duktalni invazivni karcinom dojke
        - sa velikom količinom fibrozne strome
          - Skirozni karcinom dojke

        - sa predominantno intraduktalnom komponentom
          - Medularni karcinom dojke
          - Mucinozni karcinom dojke
          - Papilarni karcinom dojke
          - Tubularni karcinom dojke

      - Lobularni invazivni karcinom dojke

    - Pagetov karcinom bradavice
- Mešoviti vezivnotkivni i eptielni tumori
  - Fibroadenom dojke (benigni)
  - Filoidni tumor dojke (benigni i maligni)

## Terapija raka dojke
Lečenje raka dojke sastoji se od više metoda, a zavisi od stadijuma bolesti, vrsta tumorskih ćelija i njihovoj zloćudnosti, osetljivosti tumora na hormone, opštem stanju organizma te od doba bolesnice s obzirom na menstrualni ciklus. Brojna naučna istraživanja poslednjih dvadesetak godina doprinela su sve ranijem otkrivanju zloćudnih promena na dojci i s time promenila i način lečenja raka dojke. Metodi lečenja su: hirurško lečenje, zračenjem, hormonsko, lekovima (hemoterapija) i imunoterapija.

### Operativni zahvat
Ukoliko je rak otkriven na samom početku kada je kvržica manja od 1 cm, ako je moguće odstraniti sve tumorsko tkivo, ako tumor nije fiksiran na kožu ili duboke strukture, ako nije metastazirao izvan limfnih čvorova aksile, zavisno od pokretljivosti tumora prema prsnim mišićima ili ako je dojka tako velika da nakon što se tumor odstrani ostane tri četvrtine dojke, radi se poštedna operacija, modifikovana radikalna mastektomija. Uklanja se samo bolesno tkivo (tumor), okolni parenhim i najbliži limfni čvor, koji se šalje na analizu. Rekonstrukcija dojke nakon mastektomije i poštedne operacije ima vrlo veliki uticaj na psihičko stanje i oporavak bolesnice: moguće ju je učiniti istodobno s mastektomijom, tj. poštednim hirurškim zahvatom — ili naknadno, pomoću implantata ili mišićno-kožnog režnja.
Najčešće komplikacije nakon hirurške terapije jesu popuštanje šava i edem ruke nakon disekcije aksile, koji može prerasti i u tromboflebitis.

### Radioterapija
Uz radioterapiju je često omogućeno poštedno hirurško lečenje s boljim kozmetičkim rezultatom i istom lokalnom kontrolom bolesti kao nakon mastektomije. Radioterapiju bi trebalo da započne 6 nedelja, a najkasnije do 12 nedelja, nakon operativnog zahvata. Dojka se zrači telekobaltom ili iks-zracima linearnog akceleratora, čija je energija prilagođena debljini tkiva koje se zrači, a zbog blizine pluća i srca, zračenje se mora svesti na najmanju moguću meru i stoga je radioterapija vrlo složen postupak. Uobičajena preporučena tumorska doza koja se primenjuje na celu dojku, tangencijalnim poljima iznosi 45—50 , a raspodeljena je u 22—25 frakcija zračenja tokom 4,5 do 5 nedelja sa ili bez pojačanja (dodatne doze zračenja). Radioterapija nakon poštednog hirurškog lečenja, obuhvata osim preostale dojke i područja regionalnih limfnih čvorova, ukoliko je patohistološki nalaz diseciranih (lat. dissectio, lat. dissecare — rasecati) čvorova bio pozitivan.
Najčešća komplikacije kod radioterapije je radiodermatitis, a kod bolesnica kod kojih je proveden poštedni hirurški zahvat, može se pojaviti fibroza dojke, mastitis ili miozitis sa serijskim prelomom rebara.

### Hemoterapija
Kod nekih tumora hemoterapija ima važnu ulogu u lečenju ili ublažava simptome i produžava preživljavanje. Koliko dugo treba uzimati hemoterapiju zavisi od njene vrste; tako se razlikuju:
- Adjuvantna terapija — Oblik sistemnog lečenja nakon lokalnog (koji je najčešće hirurška operacija), a cilj je iskoreniti mikrometastatska žarišta bolesti.
- Neoadjuvantna terapija, ili primarna hemoterapija — Nastoji se postići smanjenje tumorske mase, kako bi hirurški zahvat bio manji, a obično se primenjuje u nekoliko ciklusa.
- Palijativna terapija — Cilj je produženje života, odnosno smanjenje simptoma bolesti. Nastoji se sprečiti potpuna ili delimična remisija bolesti (nestanak bolesti ili značajno smanjenje tumorske mase) i obično se primenjuje dok god postoji terapijski odgovor.

Najčešći hemoterapijski protokol:
- CMF: Ciklofosfamid, metotreksat i 5-Fluorouracil. Ciklus se ponavlja svake tri nedelje. Postoji i klasični CMF protokol, koriste se kao adjuvantna terapija, te za metastatsku i recidivnu bolest.
- FAC: Ciklofosfamid, doksorubicin i 5-fluorouracil. Ciklus se ponavlja svake tri nedelje. Koristi se kao adjuvantna terapija N+ i visoko rizičnog N− raka dojke, te u terapiji recidivne i metastatske bolesti.
- FEC: Ciklofosfamid, epirubicin i 5-fluorouracil. Ciklus se ponavlja svake tri nedelje i koristi se kao adjuvantna terapija N+ bolesnika.
- AC s paklitakselom: doksorubicin i ciklofosfamid. Ciklus se ponavlja svake tri nedelje od ukupno četiri ciklusa, nakon kojih sledi paklitaksel. Ciklus se ponavlja svake tri nedelje do ukupno četiri ciklusa i koristi se kao adjuvantna terapija kod visoko rizičnih N+ i ER- tumora.

### Hormonsko lečenje i imunoterapija
- Antiestrogeni; Tamoksifen — palijativna terapija kod postmenopauzalnih bolesnica (raloksifen)
- Inhibitori aromataze — terapija za uznapredovali rak dojke u postmenopauzalnih bolesnica kod progresije bolesti uz antiestrogen (anastrozol, letrozol)
- Progestini — palijativna terapija kod uznapredovalog raka dojke, najčešće nakon neuspele terapije tamoksifenom (magestrol acetat, medroksiprogesteron acetat)
- Ciljana terapija — kod nekih pacijentkinja kod kojih je indicirano, koristi se monoklonalno antitelo trastuzumab (herceptin)

## Spoljašnje veze
- Rak dojke na veb-sajtu  (језик: енглески)

|  | Molimo Vas, obratite pažnju na važno upozorenje u vezi sa temama iz oblasti medicine (zdravlja). |